# Mérione de Tristram
Meriones tristrami
Espèce
Statut de conservation UICN

 LC  : Préoccupation mineure
Le Mérione de Tristram (Meriones tristrami ou Meriones (Pallasiomys) tristrami) est une espèce qui fait partie des rongeurs. C'est une gerbille de la famille des Muridés. L'espèce fréquente les collines des pays situés à l'est de la Méditerranée, de la Turquie à l'Azerbaïdjan où elle peut devenir envahissante.

## Étymologie
Le nom de l'espèce commémore le révérend Henry Baker Tristram (1822-1906).